# Pietro Tordi
Pietro Tordi est un acteur italien, né à Florence (Toscane) le 12 juillet 1906 et mort en 1990.

## Filmographie partielle
- 1937 : Il dottor Antonio d'Enrico Guazzoni
- 1949 : Au-delà des grilles (Le mura di Malapaga) de René Clément
- 1950 : Le Fils de d'Artagnan (Il Figlio di d'Artagnan) de Riccardo Freda
- 1951 : Messaline (Messalina) de Carmine Gallone
- 1951 : Achtung! Banditi! de Carlo Lizzani
- 1951 : Quo vadis de Mervyn LeRoy
- 1952 : Heureuse Époque (Altri tempi - Zibaldone n. 1) d'Alessandro Blasetti
- 1952 : Abracadabra de Max Neufeld
- 1955 : Par-dessus les moulins (La bella mugnaia) de Mario Camerini
- 1960 : Robin des Bois et les Pirates (Robin Hood e i pirati), de Giorgio Simonelli
- 1960 : Ces sacrées Romaines (I baccanali di Tiberio) de Giorgio Simonelli
- 1961 : Divorce à l'italienne (Divorzio all'italiana) de Pietro Germi
- 1963 : Rocambole de Bernard Borderie
- 1963 : Hercule, Samson et Ulysse (Ercole sfida Sansone) de Pietro Francisci
- 1963 : Brenno le tyran (Brenno il nemico di Roma) de Giacomo Gentilomo
- 1964 : Le Justicier du Minnesota (Minnesota Clay) de Sergio Corbucci
- 1965 : Merveilleuse Angélique de Bernard Borderie
- 1965 : Fantomas se déchaîne : le président de l'assemblée des scientifiques
- 1966 : Per qualche dollaro in meno de Mario Mattoli
- 1967 : Les Sorcières (Le Streghe), film à sketches collectif, 4e sketch : La Sicilienne (La Siciliana), de Franco Rossi
- 1968 : Fais-moi très mal mais couvre-moi de baisers (Straziami, ma di baci saziami) de Dino Risi
- 1968 : Los machos (Uno di più all'inferno) de Giovanni Fago
- 1968 : Le Fils de l'Aigle noir (Il figlio di Aquila Nera) de Guido Malatesta
- 1971 : Au nom du peuple italien (In nome del popolo italiano) de Dino Risi
- 1973 : Nous voulons les colonels (Vogliamo i colonelli) de Mario Monicelli
- 1974 : Permettete, signora, che ami vostra figlia de Gian Luigi Polidoro
- 1975 : En 2000, il conviendra de bien faire l'amour (Conviene far bene l'amore) de Pasquale Festa Campanile
- 1977 : Les Bonshommes (Pane, burro e marmellata) de Giorgio Capitani
- 1979 : Mani di velluto de Castellano et Pipolo
- 1981 : Le Marquis s'amuse (Il marchese del Grillo) de Mario Monicelli
- 1983 : Il petomane de Pasquale Festa Campanile